# Gao Wenxiu
Gao Wenxiu (chinesisch 高文秀, Pinyin Gāo Wénxiù, W.-G. Kao Wen-hsiu; ca. 1240–1290 aus Dongping lu 东平路 (heute der Landkreis Dongping, Provinz Shandong)) aus der Zeit der Yuan-Dynastie, dessen Geburts- und Todesdatum meist als unbekannt angegeben werden, der jedoch jünger als Guan Hanqing war. Er war ein berühmter Autor verschiedener zaju (杂剧t=雜劇,  zájù,  tsa-chü)-Dramen der Yuan-Dynastie.
Nach den Aufzeichnungen in den Werken Luguibu 录鬼簿, Jinling xinzhi 金陵新志 und Dongpingfu xinxueji 东平府新学记 studierte Gao Wenxiu in Dongpingfu 东平府 und arbeitete in Lishui 溧水 und Shanyang 山阳 in der Provinz Jiangsu. Er schrieb mehr als dreißig verschiedene zaju-Theaterstücke, die oft die fiktionale Figur Li Kui 李逵 aus dem Shuihu zhuan zum Thema haben.
Sein erhaltenen Stücke sind in den Sammelwerken Yuanqu xuan 元曲选 und dessen Fortsetzung Yuanqu xuan waibian 元曲选外编 enthalten.

## Werke und Ausgaben
Das Hanyu da zidian zieht folgende Werke und Ausgaben heran (zusammen mit ihren Abkürzungen angegeben):
- Xu Jia dafu sui Fan shu 须贾大夫谇范叔 (Abk. Sui Fan shu 谇范叔) Yuanqu xuan 元曲选, Zhonghua shuju 中华书局 1958
- Heixuanfeng shuang xiangong 黑旋风双献功 (Abk. Heixuanfeng 黑旋风) Yuanqu xuan 元曲选, Zhonghua shuju 中华书局 1958
- Liang Xuande dufu Xiangyanghui 刘玄德独赴襄阳会 (Abk. Xiangyanghui 襄阳会) Yuanqu xuan waibian 元曲选外编, Zhonghua shuju 中华书局 1959
- Haojiu Zhao Yuan yu Shanghuang 好酒赵元遇上皇 (Abk. Yu Shanghuang 遇上皇) Yuanqu xuan waibian 元曲选外编, Zhonghua shuju 中华书局 1959
- Baocheng gong jingfu Mianchihui 保成公径赴渑池会 (Abk. Mianchihui 渑池会) Yuanqu xuan waibian 元曲选外编, Zhonghua shuju 中华书局 1959